# Lac Shadow Mountain
Le lac Shadow Mountain (en anglais : Shadow Mountain Lake) est un lac de barrage dans l'État américain du Colorado. Partie des Grands Lacs du Colorado, il est situé à une altitude de 2 552 m dans le comté de Grand. Il est protégé au sein de l'Arapaho National Recreation Area.